# Julius Lehnhardt
Julius Lehnhardt (Berlijn, 1827 – aldaar, 1913) was een Duits componist, dirigent en ambtenaar.

## Levensloop
Lehnhardt was eerste militaire muzikant in het 2e Garde Regiment te voet (2. Garde-Regiment zu Fuß) in Berlijn en werd later dirigent van deze militaire muziekkapel. Hij componeerde een aantal marsen, die ook nu nog in vele landen der wereld gespeeld worden, vooral in de Verenigde Staten, het Verenigd Koninkrijk en in Zweden. Later werd hij ambtenaar in dienst van het ministerie van buitenlandse zaken en werd benoemd tot hofrat (raadslid).

## Composities

### Werken voor orkest
- Hofball-Klänge, Quadrille à la Cour voor orkest, op. 46
- Nesthäckchen, karakterstuk voor orkest

### Werken voor harmonieorkest
- 1885 Mit Gott für Kaiser und Reich, op. 16
- 1885 Schneidige Truppe, op. 17
- 1887 An die Gewehre, mars, op. 18
- 1887 Der Regimentskamerad, mars, op. 24
- 1887 St. Hubertus Marsch, op. 26
- ca. 1890 Auf dem Felde der Ehre, mars, op. 42
- 1896 Die Ehrenwache (De Eerenwacht), op. 48
- Aus grosser Zeit, mars, op. 50
- Berlin-Wien, op. 45
- Diana's Jagdruf
- Die Fahnen-Compagnie, mars, op. 30
- Durch's Schwert zum Lorbeer, mars, op. 28
- Fahnenruf, mars, op. 43
- Für Ruhm und Vaterland, mars, op. 38
- Gruß aus der Garnison, mars, op. 35
- Hohenzollern-Prinzen, mars, op. 40
- In Compagniefront!, mars, op. 47
- Ordre de Bataille, op. 20
- Reiterfestklänge, op. 31
- Über's Meer für Deutschland's Ehr, mars, op. 52
- Vivat crescat floreat!, feestmars, op. 32
- Wir von der Cavallerie, mars, op. 44
- Zug in der Colonne

### Werken voor piano
- 1896 Die Ehrenwache, op. 48
- Aus grosser Zeit, mars, op. 50
- Für Ruhm und Vaterland, mars, op. 38
- In Compagniefront!, mars, op. 47
- Ordre de Bataille, mars, op. 20
- Schneidige Truppe, op. 17
- Vivat crescat floreat!, feestmars, op. 32